# Chuck Domanico
Charles Louis Chuck Domanico (20. januar 1944 i Chicago – 17. oktober 2002 i Los Angeles) var en amerikansk bassist. 
Domanico kom frem i 1960´erne som studie bassist i Hollywood, hvor han har indspillet til et væld af film og tv programmer.
Han har akkompagneret et væld af sangere såsom Frank Sinatra, Barbra Streisand, Joni Mitchell og Natalie Cole. 
Domanico har også spillet i jazzgrupper med Shelly Manne, Chet Baker, Oliver Nelson, Art Pepper, Blue Mitchell, Barney Kessel og Roger Kellaway. 